# 三覚院
三覚院（さんがくいん）は、埼玉県草加市にある真言宗豊山派の寺院。

## 歴史
1605年（慶長10年）、法印俊賢によって開山された。法印俊賢は同年に観正院を開山している。
1908年（明治41年）に「東覚寺」を合併した。その際に「妙見山三蔵院」から「青柳山三覚院」に改称した。
1939年（昭和14年）、これまで東漸院の末寺であったが、同宗派総本山の長谷寺に変更した。

## 交通アクセス
- 路線バス青柳中央停留所より徒歩7分。